# Jonas Stadling

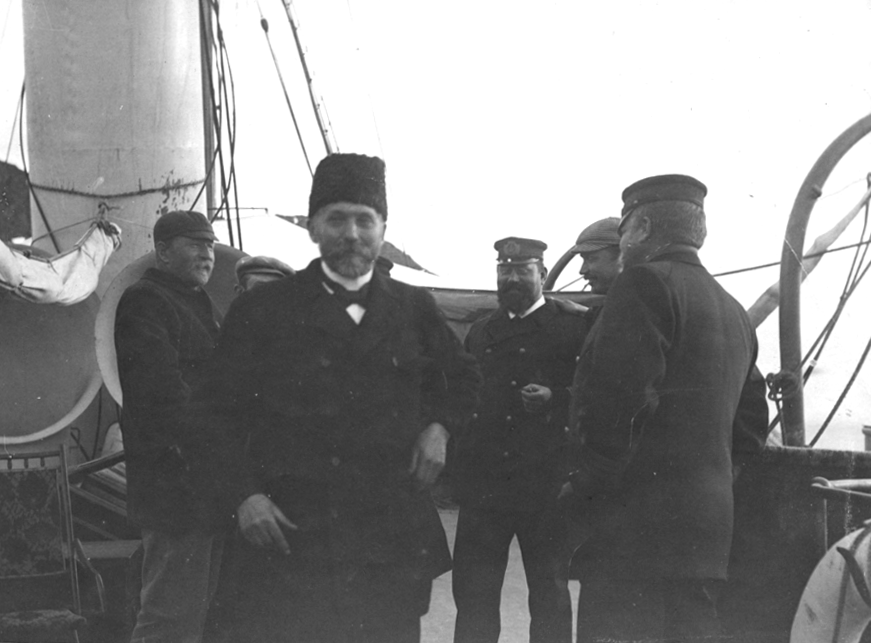
Ombord på HMS Svenskund vid Andrées polarexpedition 1896–1897. Stadling i mitten med pälsmössan.

Jonas Jonsson Stadling, född 12 november 1847 i Myssjö i Jämtland, död 11 maj 1935 i Stockholm, var en svensk baptistpredikant, tidningsman och skriftställare. 

## Biografi
Jonas Stadling var son till hemmansägaren i Lockåsen och Svedje, Myssjö, Jöns Jönsson och Hedvig Stadling, vars mor tillhörde ätten Planting-Berglod. Jonas Stadling upptog följaktligen moderns släktnamn.
Åren 1869–1873 gick Stadling på Baptistsamfundets pastorsskola Betelseminariet. Det följdes av studier i Uppsala 1875–1876, Genève och Manchester 1876–1878, och han företog 1880–1883 vidsträckta resor i Amerika.
Efter hemkomsten ägnade han sig åt undervisning och tidningsmannaskap i frikyrklig riktning. År 1891 blev han medarbetare i "Aftonbladet". Under hungersnöden i Ryssland 1892–1893 bereste han detta land, där han som ombud för amerikanska filantroper understödde Lev Tolstojs nödhjälpsverksamhet.
År 1897 medföljde han som korrespondent för "Aftonbladet" Salomon August Andrée till Spetsbergen. På våren följande år anträdde han med två följeslagare en färd till norra Sibirien för att där, om möjligt, inhämta upplysningar om den förolyckade Andréexpeditionen. Färden ställdes till Irkutsk och därifrån till Lenaflodens mynning, varifrån Stadling fortsatte i öppen båt, efter hund eller ren längs kusten över Tajmyrhalvön till Jenisejs mynning samt uppför denna flod, varefter expeditionen återvände till Sankt Petersburg och Stockholm, dit den anlände i december 1898. Något spår av Andrée fanns ej, men resan gav värdefulla botaniska resultat. 
Stadling var därefter verksam som föreläsare och skriftställare samt sysslade med filantropiska ärenden. Han var under åren kring sekelskiftet 1900 starkt engagerad i samernas rättigheter och i den så kallade "Norrlandsfrågan", som 1906 resulterade i den Norrländska förbudslagen.
Stadling finns representerad i Den svenska psalmboken 1986 med översättning av ett verk (nr 10) och i frikyrkliga psalmböcker som Psalmer och Sånger (1987) med tre verk (nr 10, 337 och 663) samt Segertoner 1988 med minst ett verk (nr 331) och Svenska Missionsförbundets sångbok 1920 (SMF 1920).

## Psalmer
- De fly så snart, de ljusa morgonstunder (SMF 1920 nr 573) tonsatt av Wexels. Texten på Wikisource
- Få vi mötas vid den floden (variant från 1880 av O, hur saligt att få vandra). Texten på Wikisource
- Jublen, I himlar (Segertoner nr 331) översatt 1880.
- Lov, ära och pris (1986 nr 10) översatt 1880.
- Närmare, Gud, till dig (Segertoner 1960 nr 15).
- O, låt basunens ljud (SMF 1920 nr 205) översatt från engelska. Texten på Projekt Runeberg

### Skönlitteratur
- En chung-chus-anförare : berättelse från rysk-japanska kriget. Stockholm: E. Ahlström. 1904. Libris 22548806. https://runeberg.org/jschung/
- En karolins öden. Stockholm: E. Ahlström. 1904. Libris 1728610
- Anund och Ingrid. Östersund: Jämtslöjds förlag. 1920. Libris 1658984
- Spöket på Högvålen. Östersund: Heimbygda. 1925. Libris 1482334

### Varia
- Statskyrkor och prestvälde skärskådade i skriftens och historiens ljus / af Christianus Laicus. Gefle: Rosén. 1877. Libris 3071633
- Samvetsfriheten och dess inflytande på samhällslifvet och religionen : föredrag, hållet i Betelkapellet i Stockholm den 19 Nov. 1879. Stockholm. 1879. Libris gq0hsq31dwvp47wn. http://urn.kb.se/resolve?urn=urn:nbn:se:kb:eod-3071632
- Barndopets historia. Stockholm: Palm & Stadling. 1880. Libris 1600633
- Kejsarpåfvedöme eller statskyrkodömet : dess ursprung och några af dess följder / af J. S. Stockholm: Palm & Stadling. 1880. Libris 1600636
- Positivismen i korthet skärskådad. Stockholm: Palm & Stadling. 1880. Libris 20908095. http://urn.kb.se/resolve?urn=urn:nbn:se:kb:eod-1600637
- Genom den stora vestern : reseskildringar. Stockholm: Palm & Stadling i distr. 1883. Libris 22549047. https://runeberg.org/jsstora/
- Hvad jag hörde och såg i mormonernas Zion. Stockholm. 1883. Libris 1880111. https://runeberg.org/jsmormon/
- Bibelns lära i sammandrag : vägledning i kristendomskunskap för äldre och yngre / af J. S. Stockholm. 1885
- Är dopnyfödelseläran sann / af J. S. Stockholm. 1885
- De religiösa rörelserna i Ryssland efter tillförlitliga källor och egna iakttagelser. Stockholm: Alb. Bonnier. 1891. Libris 22548650. https://runeberg.org/religrys/
- Från det hungrande Ryssland : skildringar. Stockholm: Fritzes hofbokh. 1893. Libris 22548987. https://runeberg.org/sjhungryss/
  -  In the land of Tolstoi : experiences of famine and misrule in Russia. London. 1897. Libris 22549238. https://runeberg.org/jstolstoi/ - Medförfattare: Will Reason.
- Bilder ur Alexander III:s lif och regering : efter ryska källor / af -n-. Stockholm: Wahlström & Widstrand. 1894. Libris 1621458
- Norrländska Klubben eller "Ganska bittra frukter" plockade i Norrlands skogar. Stockholm: Wahlström & Widstrand. 1894. Libris 1623899 - Anonymt.
- Vår irländska fråga : korrespondenser till Aftonbladet från en studieresa genom Norrland (Faks.-uppl). Östersund: Jämtlands läns museum. 1987[1894]. Libris 7676556. ISBN 91-7948-012-8
- Egna hem på egen torfva. Svenska folkets öreskrifter, 99-1606990-5 ; 5. Stockholm: Folkupplysningsföretaget. 1897. Libris 1664379
- Som man ropar i skogen så får man svar : svar på ett rop från P. W. [Paul Peter Waldenström af W. P. [Jonas Jonsson Stadling]]. Stockholm: Gust. Carlsons bokh. 1900. Libris 1b3rxzp2zk0v5fm3. http://hdl.handle.net/2077/60197
- Genom Sibirien : på spaning efter Andrée : med närmare 100 illustr., reproducerade efter af förf. tagna fotografier. Bibliotek för resebeskrifningar ; 31. Stockholm. 1901. Libris 3071628. https://runeberg.org/jssiberia/
  -  Through Siberia. Westminster. 1901. Libris 22550328. https://runeberg.org/jssiberia/
- Georg Adlersparre, fäderneslandets räddare, frihetens väktare, folkets vän : föredrag hållet på olika orter i Jämtland vintern 1902. Stockholm: Wahlström & Widstrand. 1902. Libris 19607123. http://urn.kb.se/resolve?urn=urn:nbn:se:umu:eod-166
- Andrée och hans arktiska ballongexpedition. Folkbildningsförbundet. Föreläsningsbyrån. Text till bildserien ; 37. Stockholm. 1904. Libris 3071626 - Anonymt.
- Det ryska förvisningsväsendet och straffångarna i Sibirien. Folkbildningsförbundet. Föreläsningsbyrån. Text till bildserien ; 39. Stockholm. 1904. Libris 3071631
- Tolstoyana : studier och minnen. Stockholm: Ekman. 1906. Libris 22550358. https://runeberg.org/jstolstoy/
- Shamanismen i norra Asien : några drag ur shamanväsendets utveckling bland naturfolken i Sibirien. Populära etnologiska skrifter, 99-0875726-1 ; 7. Stockholm: Norstedt. 1912. Libris 19981310. http://urn.kb.se/resolve?urn=urn:nbn:se:kb:eod-433157
- Kriget och religionen ur etnologisk synpunkt : trenne föredrag hållna vid Arbetarinstitutet i Östersund. Stockholm: Albert Fagerberg i distr. 1915. Libris 22154290. http://urn.kb.se/resolve?urn=urn:nbn:se:kb:eod-1639879
- Minnen vid slutet av vägen. Uppsala. 1930. Libris 1279072